# Agostinho Sampaio de Sá
Agostinho Sampaio de Sá, detto Mangangá (Rio de Janeiro, 8 gennaio 1897 – Rio de Janeiro, 28 aprile 1960), è stato un pallanuotista brasiliano.
È stato membro del Brasile che ha partecipato ai Giochi di Anversa 1920, classificandosi al quarto posto.